# Ctenanthe ericae
Ctenanthe ericae är en strimbladsväxtart som beskrevs av C.L.Andersson. Ctenanthe ericae ingår i släktet Ctenanthe och familjen strimbladsväxter. Inga underarter finns listade.